# Élections législatives de 1914 aux îles Féroé
Les élections générales féroïennes se sont tenues le 2 février 1914. Elles sont marquées par le retour du bipartisme, mais aussi par le léger recul du Parti de l'union qui remporte 12 des 20 sièges composant le Løgting des Îles Féroé.

## Résultats
| Parti | Parti                       | Voix  | %     | +/-        | Sièges | +/-        |
| ----- | --------------------------- | ----- | ----- | ---------- | ------ | ---------- |
|       | Parti de l'union            | 699   | 52,79 | 0,45       | 12     | 1          |
|       | Parti de l'autogouvernement | 625   | 47,21 | 5,59       | 8      | 1          |
| Total | Total                       | 1 342 | 100   | stagnation | 20     | stagnation |